# Радовани
Радовани (итал. Radovani) је насељено место у саставу општине Вишњан у Истарској жупанији, Хрватска. До територијалне реорганизације у Хрватској налазили су се у саставу старе општине Пореч.

## Географија
Насеље радовани налази се код центра општине Вишњан. Налази се на брежуљкастом подручју с плодним пољима, покрај пута Пула—Бује. Становници се баве пољопривредом (винова лоза, маслине, житарице) и сточарством.

## Историја
Настало је у XVI–XVII веку на мету старијег бнасеља, досељавањум избедлица пред Осналијама из Далмације (топоним потиче од презимена досељеника).

## Становништво
Према последњем попису становништва из 2011. године у насељу Радовани живелo je 48 становника.
| година пописа  | 1857 | 1869 | 1880 | 1890 | 1900 | 1910 | 1921 | 1931 | 1948 | 1953 | 1961 | 1971 | 1981 | 1991 | 2001 | 2011 |
| бр. становника | 0    | 0    | 99   | 121  | 133  | 173  | 0    | 0    | 119  | 113  | 110  | 79   | 65   | 50   | 51   | 48   |

Напомена: Од 1880 до 1910 и 1948 подаци су садржани у насељу Бачва.